# Zu Yi
Zu Yi (祖乙) anche noto come Xia Yi, nome personale Zi Teng (子滕) (fl. XVI secolo a.C.) è stato un re cinese della Dinastia Shang. che regnò dal 1525 a.C. al 1506 a.C..
Nello Shiji (Memorie di uno storico) viene indicato da Sima Qian come il tredicesimo sovrano Shang, succeduto al padre He Dan Jia (河亶甲). Salì sul trono nell'anno dello Jisi (己巳), stabilendo Xiang (Cinese: 相) come capitale, ma spostandola, nel primo anno di regno, a Geng (耿). L'anno successivo la spostò nuovamente, portandola a Bi (庇), dove, sei anni più tardi, venne completato il suo palazzo. 
Durante il suo regno la dinastia  Shang raggiunse l'apice della sua potenza, grazie ad una serie di azioni azzeccate, come la nomina di Wu Xian (巫 贤) come primo ministro nel terzo anno del suo regno o quella di Gao Yu (高 圉) come suo vassallo nel quindicesimo anno del suo regno. Ha governato per circa 19 anni prima della sua morte. Gli fu assegnato il nome postumo di Zu Yi e gli successe il figlio Zu Xin (祖辛).
Alcune incisioni oracolari su osso rinvenuti a Yin Xu, invece, lo indicano come il dodicesimo sovrano Shang, succeduto al fratello Jian Jia (戔錢), con nome postumo Xia Yi (下乙).